# نهر فوكلا
نهر فوكلا (Vöckla) هو نهر في النمسا العليا. يبلغ طوله 47 كم (29 ميل) وحوضه 450 كم مربع (170 ميل مربع). ينبع من شمال شرق بحيرة موندسي وكان قد تكون من مجموعة من العيون. يجري النهر بداية نحو الشمال، وفي منطقة فرانكنمارت ‏ يتغير الاتجاه نحو الشرق ليمر عبر بلديتي فوكلاماركت وتايلكام إلى أن يلتقي مع نهر دوري أجير. وأخيراً إلى فوكلابروك حيث يصب في نهر أنجير ‏.